# Liste des bâtiments historiques de rang I à Hong Kong
Les bâtiments historiques de rang I à Hong Kong sont ceux qui ont été classés comme étant de « mérites exceptionnels et dont tous les efforts de conservation possibles devaient être faits ».
Ces bâtiments peuvent également être protégés par l'ordonnance sur les antiquités et monuments. Après avis favorable du conseil consultatif des antiquités, l'approbation du chef de l'exécutif ainsi que la publication de l'avis dans la gazette du gouvernement de Hong Kong, l'autorité des antiquités peut légalement déclarer que les bâtiments historiques classés sont protégés en tant que monuments déclarés. Cinq bâtiments historiques de rang I ont été démolis au cours des deux dernières décennies.
Note: Cette liste est d'actualité au 6 novembre 2009. Une réévaluation du classement à l'échelle du territoire est en cours depuis.

## Central and Western
| #     | Nom                                                       | Image | Localisation                                          | Notes                                                                         |
| ----- | --------------------------------------------------------- | ----- | ----------------------------------------------------- | ----------------------------------------------------------------------------- |
| H0018 | Temple de Lo Pan (en)                                     |       | 15 Ching Lin Terrace, Kennedy Town (en)               |                                                                               |
| H0206 | Ancien magasin d'explosifs de l'ancienne caserne Victoria |       | Justice Drive, Central                                |                                                                               |
| H0008 | Cathédrale de l'Immaculée-Conception de Hong Kong         |       | 16 Caine Road (en), Central                           |                                                                               |
| H0564 | West Point Filters Bungalow                               |       | 50 Kotewall Road (en), Niveaux intermédiaires         | Fait maintenant partie du centre d'éducation environnementale de Lung Fu Shan |
| H0009 | Maison de l'évêque (en)                                   |       | 1 Lower Albert Road (en), Central                     |                                                                               |
| H0053 | Mosquée Jamia (en)                                        |       | 30 Shelley Street (en), Sheung Wan                    |                                                                               |
| H0097 | Façade de l'ancien hôpital psychiatrique                  |       | 2 High Street (en), Sai Ying Pun (zh)                 |                                                                               |
| H0041 | Synagogue Ohel Leah (zh)                                  |       | 70 Robinson Road (en), à la jonction avec Castle Road |                                                                               |
| H0029 | Jetée de la reine (en)                                    |       | Central, Place d'Édimbourg                            | Démolition terminée en février 2008                                           |

## Eastern
| #     | Nom                                      | Image | Localisation                            | Notes |
| ----- | ---------------------------------------- | ----- | --------------------------------------- | ----- |
| HN048 | Casernes Lyemun (l'ensemble du complexe) |       | Lei Yue Mun (en), Chai Wan (en)         |       |
| H0039 | Bloc 10 des casernes Lyemun              |       | Lei Yue Mun (en), Chai Wan (en)         |       |
| H0082 | Bloc 18 des casernes Lyemun              |       | Lei Yue Mun (en), Chai Wan (en)         |       |
| H0114 | Bloc 21 des casernes Lyemun              |       | Lei Yue Mun (en), Chai Wan (en)         |       |
| H0036 | Bloc 25 des casernes Lyemun              |       | Lei Yue Mun (en), Chai Wan (en)         |       |
| H1053 | Temple de Tam Kung (en)                  |       | Tam Kung Temple Road, Shau Kei Wan (zh) |       |

## Islands
| #     | Nom                    | Image | Localisation                                                                    | Notes                                |
| ----- | ---------------------- | ----- | ------------------------------------------------------------------------------- | ------------------------------------ |
| H0933 | Temple de Tin Hau      |       | Nouveau village de Chek Lap Kok, Wong Lung Hang Road, Tung Chung, île de Lantau |                                      |
| H0208 | Temple de Yeung Hau    |       | Po Chue Tam, Tai O, île de Lantau                                               | Construit en 1699                    |
| H0103 | Temple de Yuk Hui (en) |       | Pak She Street, Tung Wan, île de Cheung Chau                                    | Communément appelé temple de Pak Tai |

## Kwun Tong
| #     | Nom | Image | Localisation                                          | Notes |
| ----- | --- | ----- | ----------------------------------------------------- | --- |
| H0367 | Bâtiment principal de l'ancien aérodrome de Kai Tak de la RAF (aéroport international Kai Tak)                           |       | 50 Kwun Tong Road (en), baie de Kowloon (en), Kowloon | Construit en 1934. Camp de réfugiés vietnamiens de Kai Tak de 1979 à 1981. Utilisé pour détenir des réfugiés vietnamiens jusqu'en 1997. Abrite le Centre Caritas de soutien aux familles depuis 2002. |
| H0365 | Quartier des officiers du mess des officiers de l'ancien aérodrome de Kai Tak de la RAF (aéroport international Kai Tak) |       | 51 Kwun Tong Road (en), baie de Kowloon (en), Kowloon | Construit en 1934. Il a abrité l'école d'inspecteurs de police jusqu'en 2001. Il abrite aujourd'hui l'Académie des arts visuels de l'université baptiste de Hong Kong.                                |
| H0369 | Bloc annexe no 2 du quartier des officiers de l'ancien aérodrome de Kai Tak de la RAF (aéroport international Kai Tak)   |       | 51 Kwun Tong Road (en), baie de Kowloon (en), Kowloon | Comme ci-dessus. |

## North
| #     | Nom                                         | Image | Localisation                                            | Notes |
| ----- | ------------------------------------------- | ----- | ------------------------------------------------------- | ----- |
| H0418 | Sanctuaire du dieu du sol de Kam Tsin Tsuen |       | Kam Tsin (en), Sheung Shui (en), Nouveaux Territoires   |       |
| H0338 | Temple de Hip Tin                           |       | Shan Tsui Tsuen, Sha Tau Kok (zh), Nouveaux Territoires |       |
| H0099 | Salle des ancêtres des Peng (en)            |       | Fanling Wai (en), Fanling, Nouveaux Territoires         |       |
| H0974 | Temple de Tin Hau                           |       | Sai Ho, Kat O (en)                                      |       |

## Sai Kung
| #     | Nom                | Image | Localisation                          | Notes |
| ----- | ------------------ | ----- | ------------------------------------- | ----- |
| H0501 | Ham Tin Tsuen (en) |       | Tai Long (en)                         |       |
| H0403 | Tai Long Tsuen     |       | Tai Long (en)                         |       |
| H0070 | Tai Long           |       | Fat Tong Mun, baie de Joss House (en) |       |

## Sha Tin
| #      | Nom                                                                         | Image | Localisation | Notes |
| ------ | --------------------------------------------------------------------------- | ----- | ------------ | ----- |
| H0268  | Barrage du réservoir de réception de Kowloon (en)                           |       |              |       |
| H0269  | Chambre de soupape de réservoir de réception de Kowloon                     |       |              |       |
| H0513  | Débordement de Bellmouth du bassin inférieur du réservoir de Shing Mun (en) |       |              |       |
| H0705  | Barrage de Pineapple Pass du bassin inférieur du réservoir de Shing Mun     |       |              |       |
| H0219  | Pont en acier du bassin du réservoir de Shing Mun                           |       |              |       |
| H0569  | Déversoir du bassin inférieur du réservoir de Shing Mun                     |       |              |       |
| H0218  | Barrage de la gorge du bassin supérieur du réservoir de Shing Mun           |       |              |       |
| H0220  | Tour de soupape du bassin supérieur du réservoir de Shing Mun               |       |              |       |
| H0221  | Débordement de Bellmouth du bassin supérieur du réservoir de Shing Mun      |       |              |       |
| H0220A | Tour de soupape du bassin inférieur du réservoir de Shing Mun               |       |              |       |
| H0514  | Porte du bassin inférieur du réservoir de Shing Mun                         |       |              |       |
| H0763  | Bassin d'approvisionnement du bassin inférieur du réservoir de Shing Mun    |       |              |       |
| H0219A | Pont en acier du bassin supérieur du réservoir de Shing Mun                 |       |              |       |
| H0001  | Tsang Tai Uk (en)                                                           |       |              |       |

## Sham Shui Po
| #     | Nom                                                                              | Image | Localisation                | Notes                                                                |
| ----- | -------------------------------------------------------------------------------- | ----- | --------------------------- | -------------------------------------------------------------------- |
| H0507 | Bloc 41 (maison Mei Ho)                                                          |       | Shek Kip Mei Estate (en)    |                                                                      |
| H0029 | Certains bâtiments et installations militaires de la caserne de Ngong Shuen Chau |       | Île des tailleurs de pierre | Certains bâtiments et installations sont également de rang II et III |

## Southern
| #     | Nom                                                    | Image | Localisation                     | Notes |
| ----- | ------------------------------------------------------ | ----- | -------------------------------- | ----- |
| H0353 | Emplacement du canon de la batterie du fort de Stanley |       |                                  |       |
| H0073 | Temple de Hung Shing (en)                              |       | 9 Hung Shing Street, Ap Lei Chau |       |

## Tai Po
| #     | Nom                           | Image | Localisation         | Notes |
| ----- | ----------------------------- | ----- | -------------------- | ----- |
| H0073 | Complexe du Temple de Tin Hau |       | Ha Wai, Tap Mun (en) |       |

## Tuen Mun
| #     | Nom                                                                             | Image | Localisation                                  | Notes |
| ----- | ------------------------------------------------------------------------------- | ----- | --------------------------------------------- | ----- |
| H0121 | Hung Lau (en)                                                                   |       | Près du village de Shek Kok Tsui, Castle Peak |       |
| H0071 | Salle ancêtres des To                                                           |       | Tuen Tsz Wai (en), Lam Tei (en)               |       |
| H0010 | Arche commémorative (Heung Hoi Ming Shan) du monastère Tsing Shan (en)          |       | Castle Peak                                   |       |
| H0088 | Tai Hung Po Din, monastère Tsing Shan (en)                                      |       | Castle Peak                                   |       |
| H0160 | Hall de Kshitigarbha, monastère Tsing Shan (en)                                 |       | Castle Peak                                   |       |
| H0164 | Portes du monastère Tsing Shan (en)                                             |       | Castle Peak                                   |       |
| H0200 | Wu Fat Din, monastère Tsing Shan (en)                                           |       | Castle Peak                                   |       |
| H0379 | Arche commémorative, monastère Tsing Shan (en)                                  |       | Castle Peak                                   |       |
| H0441 | Bâtiment d'accueil des moines et des personnes âgées, monastère Tsing Shan (en) |       | Castle Peak                                   |       |
| H0529 | Salle des invités, monastère Tsing Shan (en)                                    |       | Castle Peak                                   |       |
| H0533 | Quartiers, monastère Tsing Shan (en)                                            |       | Castle Peak                                   |       |
| H0538 | Pavillon Kwun Yam, monastère Tsing Shan (en)                                    |       | Castle Peak                                   |       |
| H0903 | Salle des mérites, monastère Tsing Shan (en)                                    |       | Castle Peak                                   |       |

## Wan Chai
| #     | Nom                       | Image | Localisation                           | Notes                                         |
| ----- | ------------------------- | ----- | -------------------------------------- | --------------------------------------------- |
| H0124 | Terrasse Nam Koo          |       | 55 Ship Street (en)                    |                                               |
| H0076 | Maison bleue (en)         |       | 72, 72a, 74, 74A Stone Nullah Lane     | Considérée comme quatre bâtiments historiques |
| H0111 | Temple de Hung Shing (en) |       | 129-131 Queen's Road East (en)         |                                               |
| H0103 | Temple de Yuk Hui (zh)    |       | 2 Lung On Street                       | Couramment appelé « Temple de Pak Tai »       |
| H0035 | Temple de Lin Fa (en)     |       | Lin Fa Kung Street West, Tai Hang (zh) |                                               |

## Wong Tai Sin
| #      | Nom                                                             | Image | Localisation                                            | Notes |
| ------ | --------------------------------------------------------------- | ----- | ------------------------------------------------------- | ----- |
| H0467A | Maison Saint-Joseph pour les personnes âgées (en) (site entier) |       | Ngau Chi Wan (en), Kowloon                              |       |
| H0524  | Dortoir A, Maison Saint-Joseph pour les personnes âgées (en)    |       | Clear Water Bay Road (zh), Ngau Chi Wan (en), Kowloon   |       |
| H0526  | Portes, Maison Saint-Joseph pour les personnes âgées (en)       |       | Clear Water Bay Road (zh), Ngau Chi Wan (en), Kowloon   |       |
| H0467  | Villa, Maison Saint-Joseph pour les personnes âgées (en)        |       | Clear Water Bay Road (zh), Ngau Chi Wan (en), Kowloon   |       |
| H0060  | Temple Hau Wong                                                 |       | Croisement de Junction Road (en) et Tung Tau Tsuen Road |       |

## Yau Tsim Mong
| #     | Nom | Image | Localisation                                                                                       | Notes                                                                              |
| ----- | --- | ----- | -------------------------------------------------------------------------------------------------- | ---------------------------------------------------------------------------------- |
| H0058 | Lui Seng Chun                                                                                          |       | 119 Lai Chi Kok Road (en), New Kowloon                                                             |                                                                                    |
| H0453 | 600–626 Shanghai Street (en)                                                                           |       | Plus précisément 600, 602, 604, 606, 612, 614, 620, 622, 624 et 626 Shanghai Street (en), Mong Kok | Tong lau                                                                           |
| H0185 | Le bureau d'ingénieur de l'ancienne station de pompage, département de l'approvisionnement en eau (en) |       | Shanghai Street (en), Yau Ma Tei (en)                                                              |                                                                                    |
| H0133 | Batterie de Kowloon Ouest II de la caserne Whitfield                                                   |       | Parc de Kowloon, Tsim Sha Tsui                                                                     | Maintenant converti en « Terrain de jeu de découverte » pour enfants dans le parc. |
| H0015 | Musée de Tung Wah (en), hôpital de Kwong Wah (en)                                                      |       | 25 Waterloo Road (en), Yau Ma Tei                                                                  |                                                                                    |

## Yuen Long
| #     | Nom                                | Image | Localisation                                                                   | Notes |
| ----- | ---------------------------------- | ----- | ------------------------------------------------------------------------------ | --- |
| H0012 | École Kun Ting                     |       | Hang Mei Tsuen (en), Ping Shan (en)                                            | Couvert par le sentier du patrimoine de Ping Shan                                                                                  |
| H0075 | Salle des ancêtres des Man         |       | Fan Tin Tsuen (en), San Tin (en)                                               | |
| H0028 | Pun U                              |       | Au Tau (en)                                                                    | |
| H0098 | Hall d'entrée de l'école Shut Hing |       | Tong Fong Tsuen (en), Ping Shan (en)                                           | Couvert par le sentier du patrimoine de Ping Shan                                                                                  |
| H0141 | Salle des ancêtres Tang Tsing Lok  |       | Pak Wai Tsuen, Kam Tin (en)                                                    | |
| H0380 | Yu Yuen                            |       | Tung Tau Wai, Wang Chau                                                        | Construit en 1927 en tant que villa d'été,                                                                                         |
| H0381 | Temple Yuen Kwan Tai               |       | Mong Tseng Wai (en), Kam Tin (en)                                              | |
| H0668 | Temple de Tin Hau                  |       | Le long de Tai Shu Ha Road, Tai Kei Leng (en)/Nga Yiu Tau, Shap Pat Heung (en) | Appelé « Temple Tai Shu Ha Tin Hau » (大 樹下 天后 廟), il tire son nom du fait qu'il est un temple de Tin Hau placé sous un arbre |
| H0011 | Ching Shu Hin                      |       | Hang Mei Tsuen (en), Ping Shan (en)                                            | Couvert par le sentier du patrimoine de Ping Shan                                                                                  |
| H0190 | Temple de Tai Wong (en)            |       | 26C Cheung Shing Street, Yuen Long Kau Hui                                     | |
| H0147 | Salle communale de Tat Tak         |       | Nord-ouest de Sheung Cheung Wai (en), Ping Shan (en)                           | Couvert par le sentier du patrimoine de Ping Shan                                                                                  |
| H0116 | Temple de Tin Hau                  |       | Fung Chi Tsuen (en), Ping Shan (en)                                            | |
| H0204 | Temple Yuen Kwan Yi Tai            |       | Yuen Long Kau Hui                                                              | Communément appelé temple de Pak Tai, il est dédié à Yuen Tai/Pak Tai et Kwan Tai                                                  |